# Halálversek

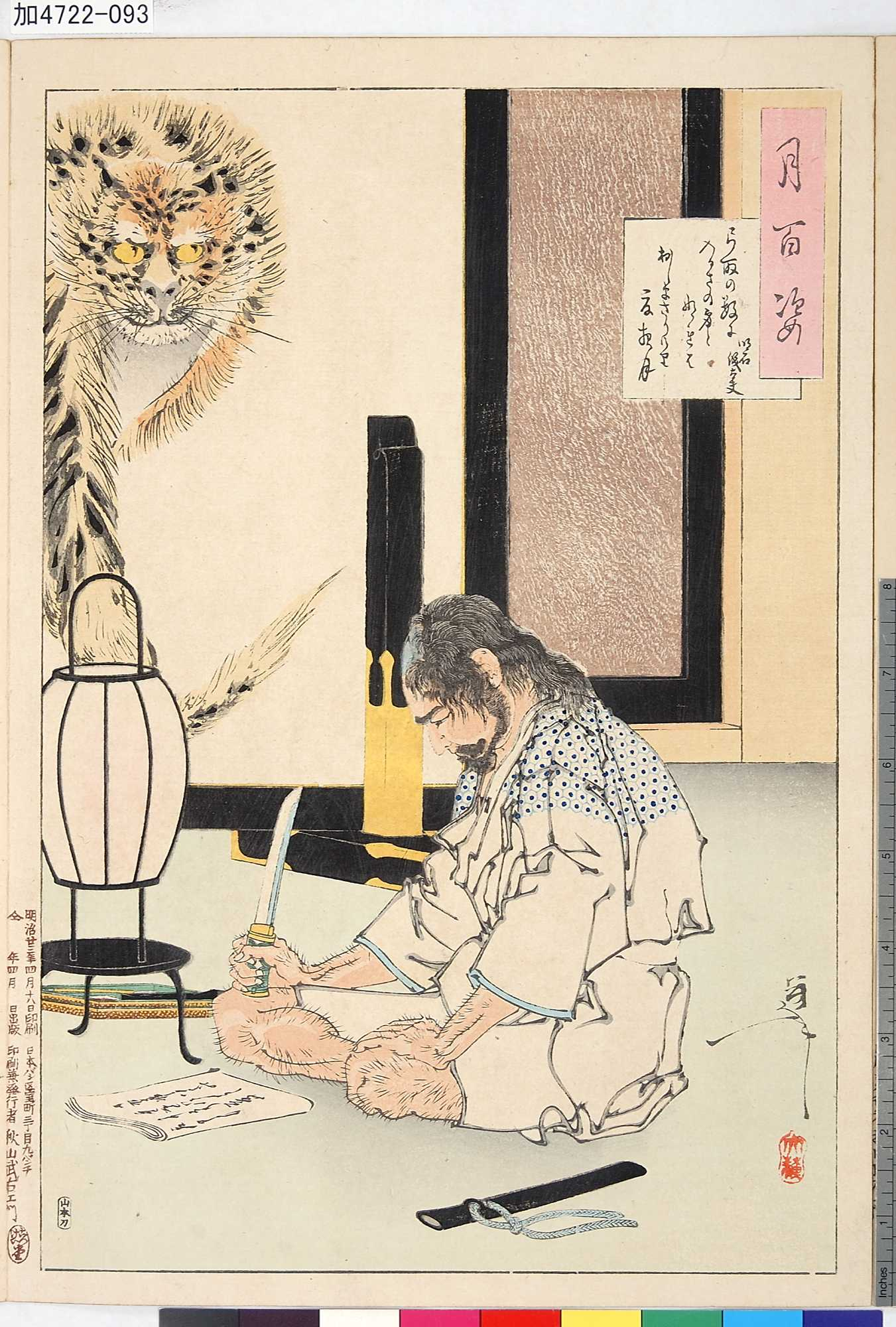
Yoshitoshi képén a jobb felső sarokban az elkészült halálvers látható

A halálversek az ázsiai kultúrák költészetének egy műfaja, amely főként Japánban, valamint a kínai történelem egyes időszakaiban, illetve a Csoszon-dinasztia korában Koreában volt jellemző. Témájuk általában a halál – legyen szó a költő haláláról, vagy csak a halálról általánosságban – amit az életről alkotott jelentőségteljes gondolatokkal egészítenek ki.
A halálversek írása eredetileg a zen buddhizmustól ered. 
Buddhista tanítások szerint a létezés három jellemzőjét (三法印 szanbóin) kötik össze ezekben a versekben, különösképp, hogy az anyagi világ átmeneti és állandótlan (無常 mudzsó), ezért a ragaszkodás végül dukkhához, szenvedéshez vezet (苦 ku), így végül a valóság bizonyos értelemben maga a hiány, az üresség, a Súnjata (空 kú). Ezeket a verseket idővel azonosították az írástudó, spirituális, uralkodó társadalmi rétegekkel, mivel általában költők, harcosok, nemesek vagy buddhista szerzetesek írták őket. 
A halál idején írott, életen és halálon, mulandón és átmenetin elmélkedő írások a kelet-ázsiai kultúra egyedülálló része. Kapcsolatba hozható a buddhizmussal, Japán misztikus Zen buddhizmusával, Kína Csan buddhizmusával és Korea seon buddhizmusával. A buddhizmus már a kezdetektől fogva nagy hangsúlyt fektetett a halállal kapcsolatos tudatosságra, mert a Buddhát is a halál ébresztette rá a világi aggodalmak és örömök hiábavalóságára is.
A halálversekben megjelenik egy új fajta megvilágosodás (japánul szatori, kínaiul wu) és például szolgálhat az „örök magányra” is, amely megtalálható egyaránt a zen szívében és az új nézőpontok, életszemléletek keresésében is. Egy vallástudományok összehasonlítására specializálódott tudós, Julia Ching szerint a japán buddhizmusban „annyira szoros kapcsolatuk van a halottak emlékével és az ősi kultuszokkal, hogy a családok igen gyakran díszes szentélyeket építenek felmenőiknek saját otthonaikban, melyeket Bucudannak neveznek, amely szó szerint annyit tesz; buddhista oltárok”. Japán egy sajátossága, hogy bár sintó esküvők a szokásosak, gyász idején, illetve temetkezési szokások szempontjából a buddhizmushoz fordulnak. 
A halálversek írása a társadalom írástudói, az uralkodó osztály, a szamurájok, valamint a szerzetesek szokása volt. A nyugati közönség/világ a második világháború idején ismerhette meg ezt a műfajt először, amikor a japán katonák, szamuráj kultúrájuk örökségén felbátorodva verseket írtak az öngyilkos küldetéseik és más csaták előtt.

## A japán halálversek

### Stílus és technika
A vers szerkezete lehet többféle is, például két hagyományos japán irodalmi formát is használhat; a kansit és a vakát. Néha követi a három soros, hét szótagos haiku-formát, ugyanakkor a leggyakoribb halálvers-fajta ( 辞世 dzsiszei), a vaka formán belüli tanka (más néven dzsiszei-ei 辞世詠), amely öt sorban tartalmaz összesen 31 szótagot (5-7-5-7-7). Ez a forma a fennmaradt halálversek több mint felére jellemző. 
A költészet régóta a japán kultúra fontos része. A halálvers jellemzően könnyed, természetes, érzelmileg semleges és összhangban áll a sintó és buddhista tanításokkal. A hagyomány legkorábbi műveit leszámítva nem szokás konkrétan említeni ezekben a versekben a halált, inkább csak metaforikus utalásokat tesznek, például a naplementével, a lehulló cseresznyefa virágokkal, vagy az őszi tájjal fejezik ki az élet múlandóságát. 
Ősi szokásnak volt tekinthető Japánban, hogy az írástudó személy dzsiszeit írjon saját halálos ágyán. Az egyik legkorábbi fellelt dzsiszei a 686-ban kivégzett Ócu herceg írása volt. Néhányan több formában is hagytak hátra halálverseket, Ócu herceg például vaka és kansi típusú verseket is írt. A szokás még a mai modern Japánban is jelen van némiképp. 

#### Néhány példa a halálversekre
1945. március 17-én az Ivo Dzsima-i csata főparancsnoka, Kuribajasi Tadamicsi elküldte utolsó levelét a birodalmi parancsnokságnak. A levélben az altábornagy bocsánatot kért, amiért nem tudta sikeresen megvédeni Ivo Dzsimát az Egyesült Államokkal szemben, valamint büszke szavakkal nyilatkozott a mellette harcolókról, akik étlen-szomjan már a puszta kezükkel harcoltak. Levelét három tradicionális vaka formájú halálverssel zárta. 
| Japán eredeti | Átírás (Hepburn) | Magyar jelentés |
| --- | --- | --- |
| 国の為 重き努を 果し得で 矢弾尽き果て 散るぞ悲しき 仇討たで 野辺には朽ちじ 吾は又 七度生れて 矛を執らむぞ 醜草の 島に蔓る 其の時の 皇国の行手 一途に思ふ | Kuni no tame / omoki tsutome o / hatashi ede / yadama tsukihate / chiruzo kanashiki Ada utade / nobe niwa kuchiji / warewa mata / sichido umarete / hoko o toranzo Shikokusa no / shima ni habikoru / sono toki no / koukoku no yukute / ichizu ni omou | „Az ország javának érdekében törekszünk a győzelemre, a nyilakat, lőszereket a végsőkig elhasználtuk, de amíg az ellenség itt van, nem halhatunk hősi halált. Hétszer születünk újra, ha ezzel megállíthatjuk a szigeten terjedő tisztátalanságot, csak a Japán birodalomra gondolhatunk." |

1970-ben egy író, Misima Jukio egy puccskísérlet meghiúsulása után szeppukut követett el. Ő maga és segéde, Morita Maszakacu halálverseket írt még a puccs előtt.
| Japán eredeti                                                | Átírás                                                                         | Magyar jelentés                                                                                |
| ------------------------------------------------------------ | ------------------------------------------------------------------------------ | ---------------------------------------------------------------------------------------------- |
| 散るをいとふ 世にも人にも さきがけて 散るこそ花と 吹く小夜嵐 | Chiru o ito fu yonimo hito ni mo sakigakete chiru koso hana to fuku sayoarashi | „Ahogy az erős éjszakai szél elfújja a virágot, úgy tűnik majd el a világ és az emberiség is." |

Ugyan Macuo Basó (1644-1694) nagy költő létére hivatalosan nem írt halálverset, tanítványa, Takarai Kikaru lejegyezte utolsó versét, amellyel elbúcsúzott tőle:
| Japán eredeti                      | Átírás (Hepburn)                          | Magyar fordítás                                                                                               |
| ---------------------------------- | ----------------------------------------- | --- |
| 旅に病んで 夢は枯れ野を かけめぐる | Tabi ni yande yume wa kareno o kakemeguru | „A vándorúttól fáradtan, betelten kopár mezőkön, zörgő avaron kószál a lelkem." – Kosztolányi Dezső fordítása |

A téma komolyságának ellenére néhány japán költő ironikus hangvételben írta meg halálversét. Tokó zen szerzetes (1710-1795) versében utal arra, mennyire eltúlzott néhány dzsiszei: 
| Japán eredeti                  | Átírás (Hepburn)                        | Magyar jelentés                                                                        |
| ------------------------------ | --------------------------------------- | -------------------------------------------------------------------------------------- |
| 辞世とは 即ちまよひ たゞ死なん | Jisei to wa sunawachi mayoi tada shinan | „A halálversek illúziókat akarnak kelteni, pedig a halál nem több, mint maga a halál." |

Ebben a versben pedig Morija Sen’an arról írt, mi tenné számára szórakoztatóvá a túlvilági életet:
| Japán eredeti                                           | Átírás (Hepburn)                                                               | Magyar jelentés                                                                                |
| ------------------------------------------------------- | ------------------------------------------------------------------------------ | ---------------------------------------------------------------------------------------------- |
| 我死なば 酒屋の瓶の下にいけよ もしや雫の もりやせんなん | Ware shinaba sakaya no kame no shita ni ikeyo moshi ya shizuku no moriyasennan | „Ha meghalok, egy boros hordó (alkoholos tartály) alá temessetek, hátha véletlenül elcseppen." |

Az utolsó sor, „hopefully the cask will leak” (magyarul: a [boros] hordó remélhetőleg szivárogni fog / elcseppen) (moriyasennan) egy szójáték a költő nevével (Moriya Sen’an).
Egy nagy kalligrafikus karakterre írta halálversét egy japán zen mester, Hakuin Ekaku. A karakter a 死  volt (si), melynek jelentése halál.
| Japán eredeti                                                     | Átírás (Hepburn)                                                               | Magyar jelentés |
| ----------------------------------------------------------------- | ------------------------------------------------------------------------------ | --- |
| 若い衆や 死ぬ がいや なら 今 死にやれ 一たび死ば もう死なぬ ぞ や | Wakaishu ya shinu ga iya nara ima shiniyare hito-tabi shineba mō shinanu zo ya | „Oh, ti fiatalok, ha ennyire féltek a haláltól, jobb, ha most szembenéztek vele! Ha egyszer meghalsz, többször már nem kell.” |